# Pawłowice (powiat leszczyński)
Pawłowice – wieś w Polsce położona w województwie wielkopolskim, w powiecie leszczyńskim, w gminie Krzemieniewo, ok. 13 km na wschód od Leszna, ok. 80 km na południe od Poznania.

## Części wsi
| SIMC    | Nazwa     | Rodzaj    |
| ------- | --------- | --------- |
| 0372470 | Mały Dwór | część wsi |

Zwyczajowo i historycznie wieś dzieli się na następujące części:
- Mały Dwór,  Duży Dwór,  Wieś Gospodarcza, Osiedle

## Historia
Wzmianka o Pawłowicach pojawia się w dokumencie z 18 stycznia 1310 roku, którego autorem był Henryk IV Wierny, książę głogowski. Wieś (jako Polschowicz) wymieniona jest, obok innych blisko siedemdziesięciu, jako część powiatu ponieckiego. W pierwszej połowie XIV wieku wybuchały co pewien czas konflikty zbrojne o wpływy na tym terenie pomiędzy głogowczykami a rycerstwem wielkopolskim. Nie zachowały się żadne inne średniowieczne dokumenty odnoszące się bezpośrednio do Pawłowic; wiadomo jedynie, że jeszcze w 1310 ród Nałęczów zbuntował się przeciw władzy księcia głogowskiego, że w 1314 Władysław Łokietek opanował Poznań, a dwanaście lat później skierował się na Brandenburgię, staczając zwycięską bitwę w okolicach Ponieca, zaś Kościan (znajdujący się bliżej Poznania) zajął prawdopodobnie około 1332 roku. Wiadomo także, że w roku 1343 (po podbiciu przez Kazimierza Wielkiego Wschowy i okolicznych ziem należących wcześniej do książąt głogowskich) utrwaliła się na zachód od Pawłowic granica pomiędzy Wielkopolską na wschodzie a Śląskiem na zachodzie. W 1383 wybuchła w Wielkopolsce wojna domowa po śmierci (w 1382) Ludwika Węgierskiego. Poniec i jego okolice zajęte zostały na pewien czas przez księcia Konrada II oleśnickiego, ale starosta wielkopolski Pelegrym z Węgleszyna odbił je z rąk oleśniczan. Układ pokojowy zawarty 7 sierpnia 1391 w Miliczu (przedłużony najpierw o pół roku, a następnie praktycznie bezterminowo) ustalił podział wpływów w tej okolicy i obowiązywał w praktyce przez następne czterysta lat jako granica państwowa (najpierw między Polską a Czechami, a od roku 1526 – między Polską a Monarchią Habsburską). Pod koniec XIV wieku Pawłowice, które zaliczane były w tym okresie do kasztelanii krzywińskiej w dystrykcie ponieckim, znalazły się w powiecie kościańskim, którego księgi ziemskie prowadzone były od roku 1391. W księgach tych w roku 1398 znalazł się pierwszy zapis, z którego wiadomo, jak miał na imię ówczesny właściciel wsi Pawłowice: był nim Maciej z rodu Wyskotów. Przez następne dwadzieścia lat (ostatni raz w 1420) kilkanaście jeszcze razy pojawiał się w księgach sądowych jako uczestnik różnych sporów; później zaś (1427–1429) występowała już tylko jego żona, z czego wysnuć można wniosek, że Maciej Wyskota już nie żył. Z charakteru prowadzonych sporów wynikało, że oprócz samego Macieja, wsią Pawłowice (a także innymi okolicznymi miejscowościami) władali w różnych – zapewne mniejszych – częściach także m.in. jego bracia: Czewlej z Krzemieniewa, Henryk, Lisek i Stroszyn z Mierzejewa, a także inni członkowie rodu Wyskotów.
W Polsce porozbiorowej dawna granica Królestwa Polskiego w okolicach Ponieca i Pawłowic funkcjonowała nadal jako granica pomiędzy prowincjami pruskimi.
W latach 1975–1998 miejscowość należała administracyjnie do województwa leszczyńskiego.

## Zabytki
Lista zabytków chronionych prawem:
- układ przestrzenno-architektoniczny miejscowości;
- kościół parafialny pw. Matki Bożej Śnieżnej z XVI wieku, przebudowany w 1741. W kościele jest pochowany m.in. generał Stanisław Kostka Mielżyński;
- zespół pałacowy Mielżyńskich wraz z parkiem;
- wiatrak koźlak z XIX wieku.

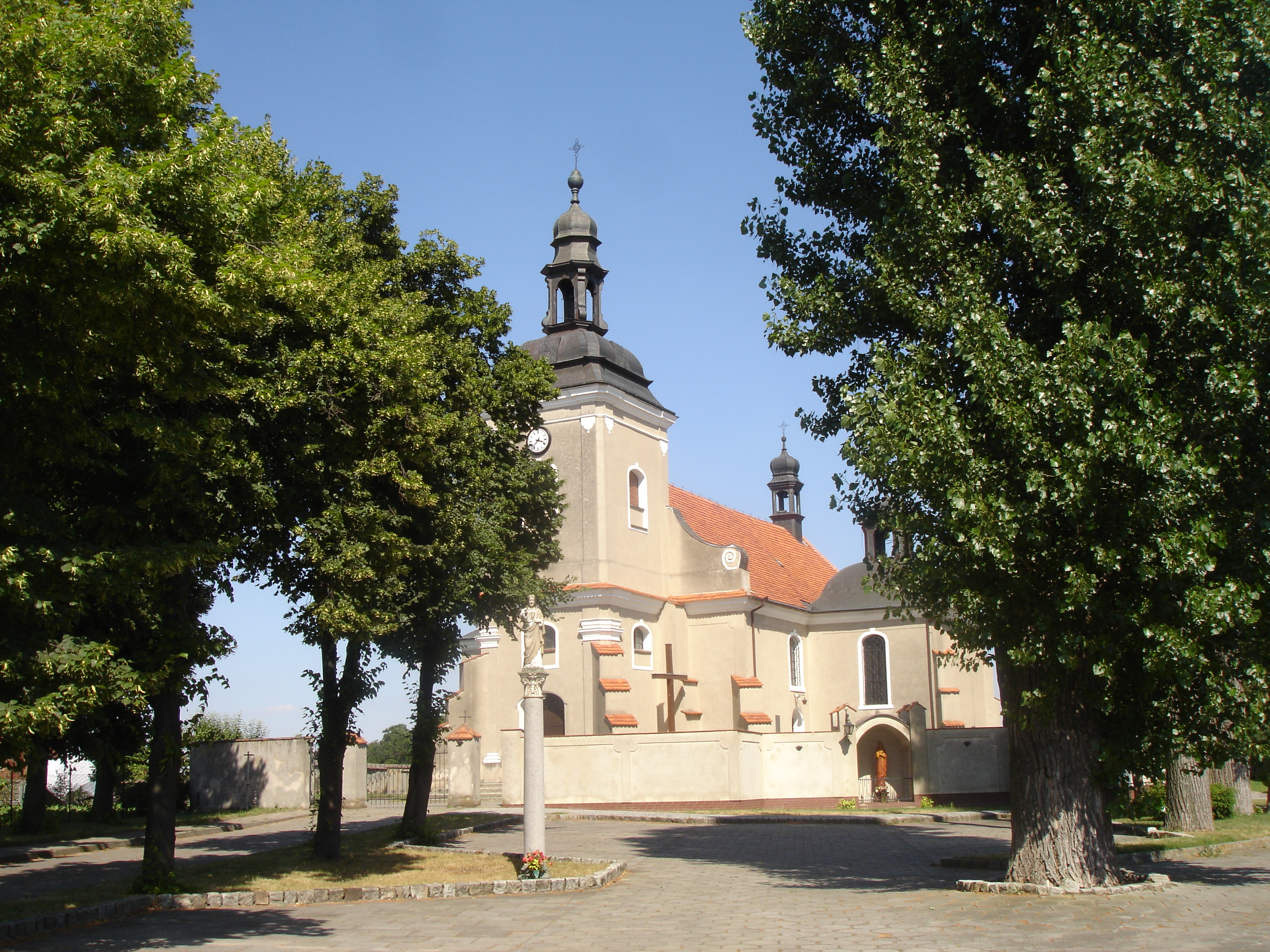
Kościół parafialny pw. Matki Bożej Śnieżnej
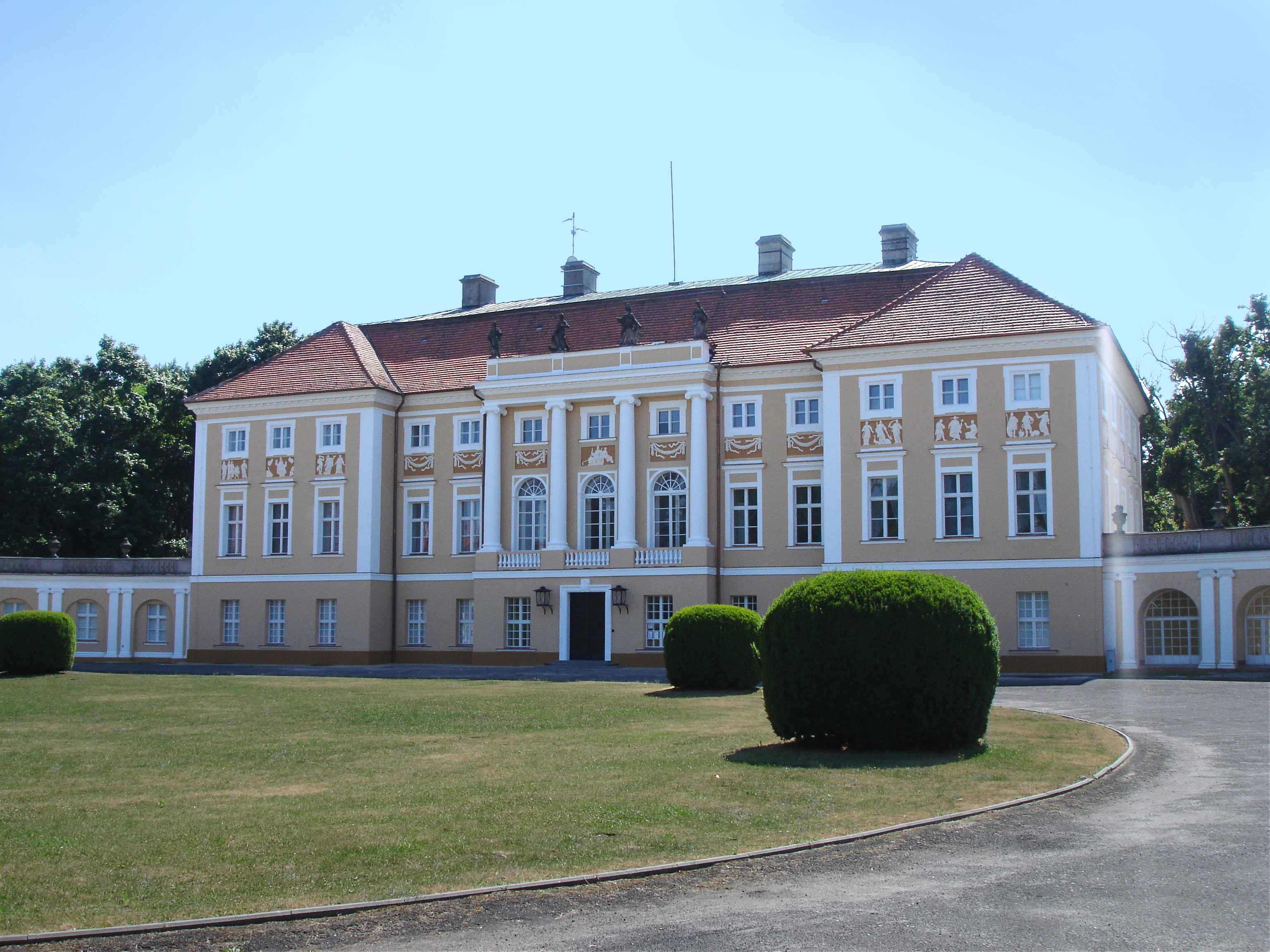
Pałac hrabiów Mielżyńskich
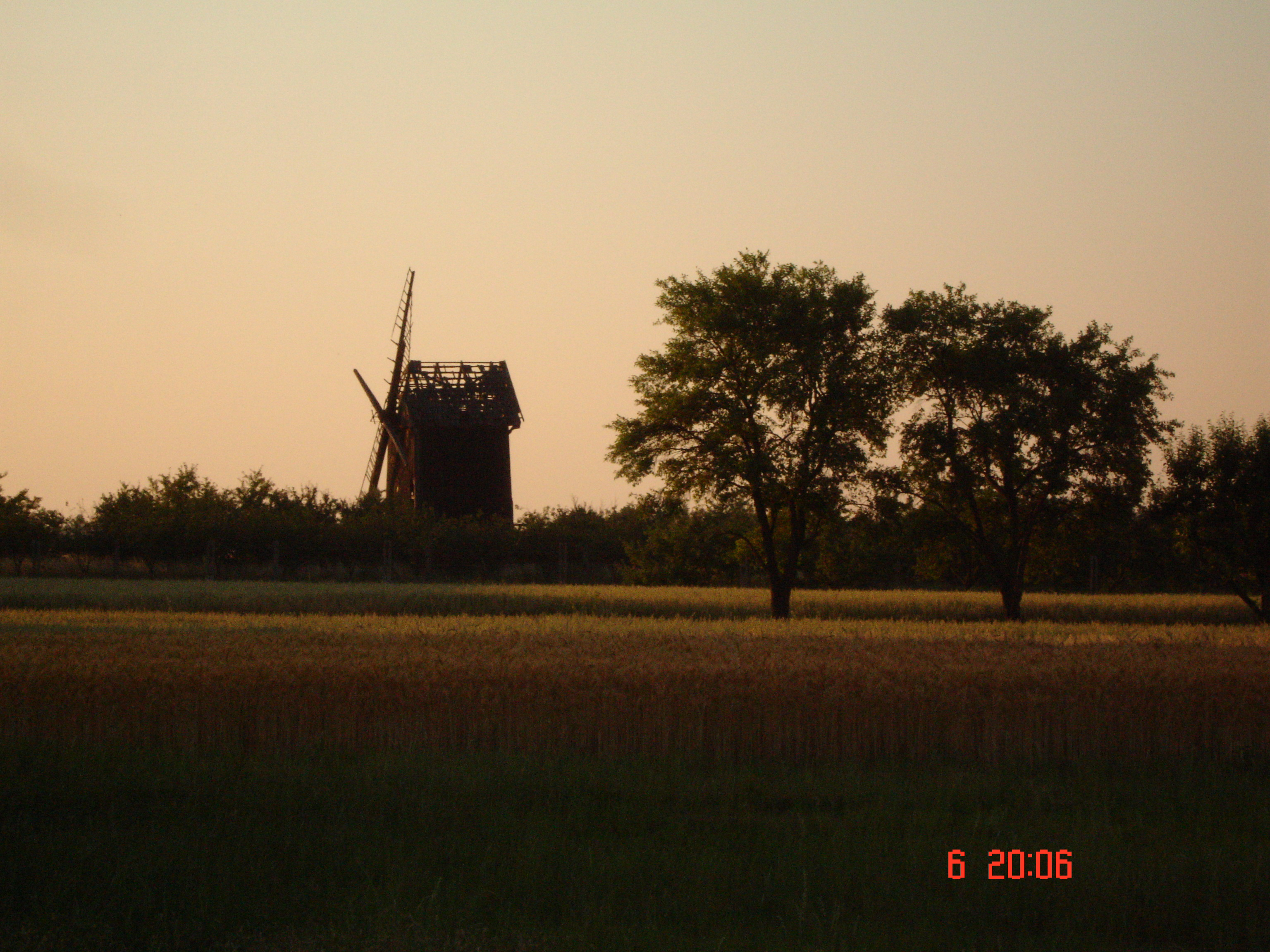
Wiatrak koźlak z XIX wieku

## Nauka
Od 1951 roku we wsi znajduje się Zakład Doświadczalny Instytutu Zootechniki – Państwowego Instytutu Badawczego. Instytut zajmuje się prowadzeniem badań naukowych, realizacją projektów badawczych, organizacją szkoleń i kursów oraz prowadzeniem prac agrotechnicznych i hodowlanych.
Zakład zajmuje powierzchnię 2017 ha, a jego siedzibą jest pawłowicki pałac.

## Oświata
W Pawłowicach znajduje się biblioteka, szkoła podstawowa oraz przedszkole.

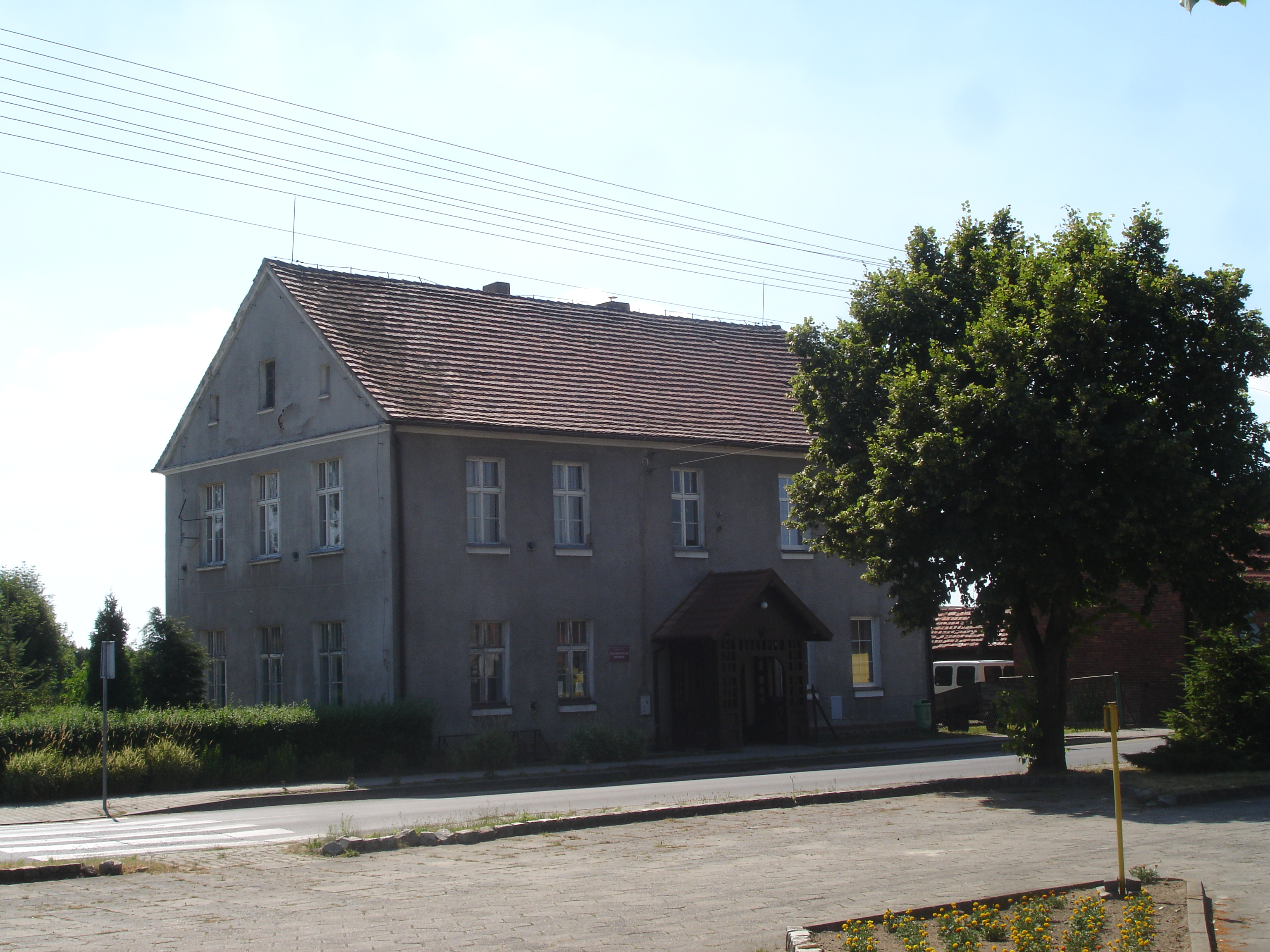
Pierwszy budynek szkolny w Pawłowicach

Szkoła w Pawłowicach istnieje od 1809 roku. W początkach swej działalności zajmowała ona budynek przy ulicy Głównej (obecnie ul. Wielkopolska). Mieściły się w nim dwa pomieszczenia do nauki. Aktualnie znajduje się w nim Izba Regionalna oraz filia Gminnej Biblioteki Publicznej w Krzemieniewie, która istnieje od 1955 roku. Jej księgozbiór liczy 12.286 tomów. W 1894 roku powstał dom z mieszkaniami dla kilku nauczycieli.

Wzrastająca liczba dzieci objętych obowiązkiem szkolnym doprowadziła do utworzenia nowych klas. W 1914 roku skończono budowę kolejnego budynku szkolnego. Powstał on przy cmentarzu i posiadał dwie klasy. Obecnie znajduje się w nim Sala Wiejska. W 1934 szkoła wzbogaciła się o piąta izbę lekcyjną. Mieściła się ona w wyremontowanym domu parafialnym, tzw. „kapelance”. 

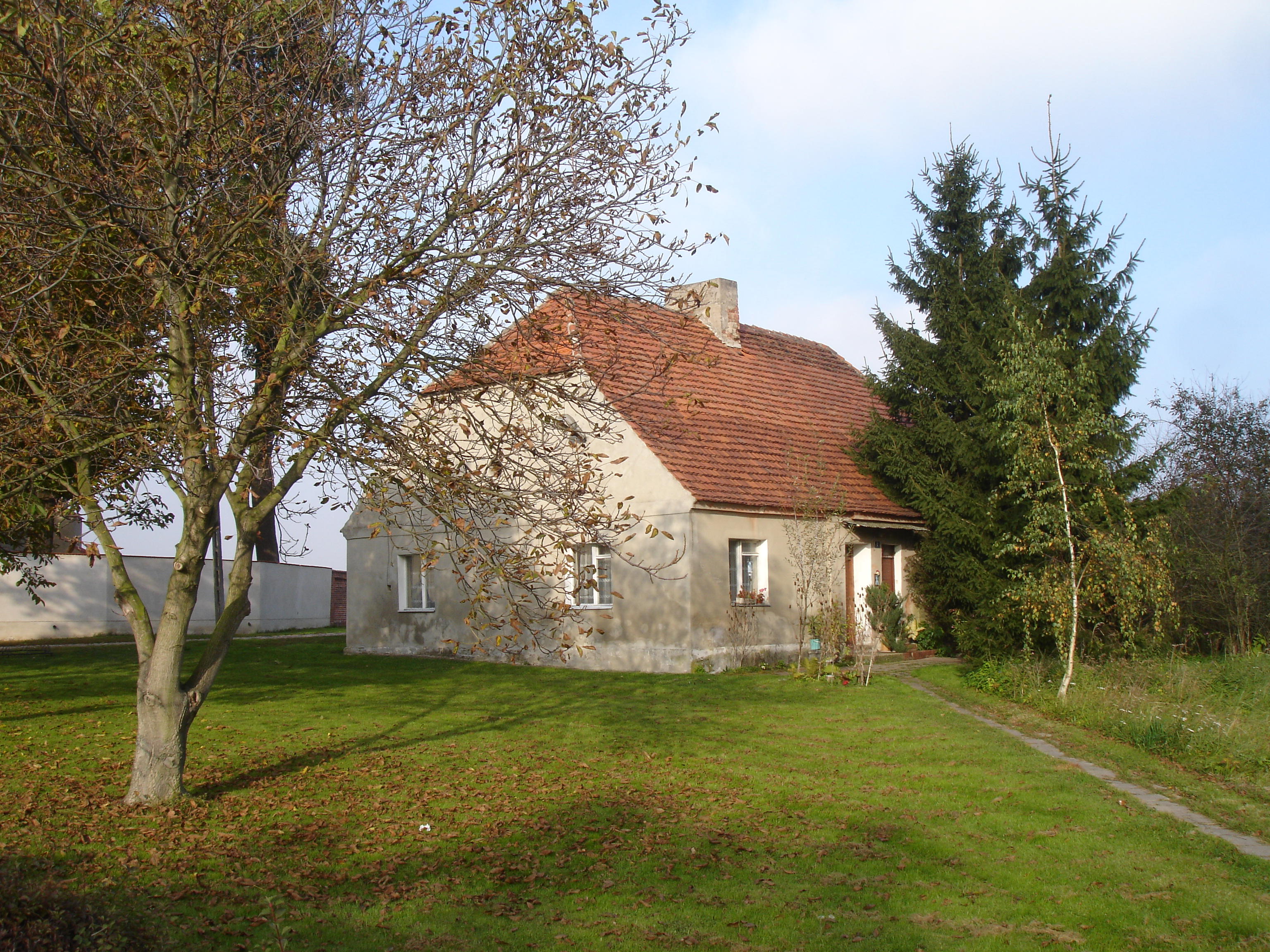
Dawny budynek szkolny – „kapelanka”

 W chwili obecnej jest to budynek mieszkalny oraz częściowo kościelny magazyn.
Po II wojnie światowej, m.in. z powodu założenia w Pawłowicach sierocińca, na potrzeby szkoły zaadaptowano jedną z sal pawłowickiego pałacu.
W 1958 roku zorganizował się w Pawłowicach Komitet Budowy Szkoły, który doprowadził do rozpoczęcia budowy nowego budynku szkolnego, tzw. szkoły tysiąclecia. Prace rozpoczęto 23 lipca 1963 roku, nauczanie w nowej szkole rozpoczęto zaś 18 grudnia 1964 roku. Budynek ten służy do dziś, a swoje placówki znajdują w nim: jedna z pięciu gminnych szkół podstawowych oraz jedno z trzech gminnych gimnazjów. Szkoły posiadają pracownie komputerową, świetlicę i bibliotekę, a przy szkole działa oczyszczalnia ścieków.
W Pawłowicach funkcjonuje także jedno z trzech gminnych przedszkoli.

## Religia
W Pawłowicach znajduje się parafialny kościół rzymskokatolicki, cmentarz z kapliczką cmentarną oraz kilkanaście figur i kapliczek.
Pierwszy kościół powstał w Pawłowicach być może już na przełomie XIII i XIV wieku, co mieć mogło związek z osadzeniem wsi na prawie średzkim. Nie wiadomo, kiedy dokładnie powstała parafia w Pawłowicach. Najstarszy zapis o jej istnieniu zachował się z roku 1395, a pierwszym plebanem, którego imię jest znane był Jan, natomiast kolejnym (w latach 1401–1407) – Piotr. Do pawłowickiej parafii już wówczas najprawdopodobniej należały także wsie: Kociugi i Robczysko. Zachowane zapisy wskazują, że w 1410 roku Jan Rydzyński z Czerniny, z rodu Wierzbnów, ufundował nowy kościół drewniany, którego patronami byli: św. Mikołaj i św. Barbara. Kościół ten odbudowany został po raz pierwszy – po przypuszczalnym pożarze – w roku 1440.
Zachowały się zapisy o sporach toczonych przed sądami przez pawłowickiego proboszcza Wawrzyńca z sołtysem (w 1427), z byłym wikariuszem Marcinem i kościelnym Piotrem (w 1428 domagali się zaległych wynagrodzeń). Zapisy te, a także następne [np. z 1459, w którym pawłowicki pleban Mikołaj Czernisz sądził się z karczmarzem Maciejem o pieniądze za zboże, i kolejny (z 1558), w którym proboszcz z Rydzyny sprzeciwił się poznańskiemu biskupowi Andrzejowi Czarnkowskiemu, który przyłączył Nową Wieś do parafii w Pawłowicach (decyzję tę sąd ostatecznie anulował i przywrócił Nową Wieś wraz z należnymi z niej opłatami – meszne, stołowe, świętopietrze – parafii w Rydzynie)], pozwalają na odtworzenie układów miejscowych zależności w tamtych czasach.
W 1701 roku zniszczony budynek kościelny odbudowała Eleonora z Mycielskich Mielżyńska.

Jako że stara świątynia popadała w coraz większa ruinę, w 1597 roku Bartłomiej Pawłowski (według innych dokumentów także Dorota Pawłowska) wystawił murowaną kaplicę pod wezwaniem Najświętszej Maryi Panny Śnieżnej, do której miał zamiar przenieść nabożeństwa. Cel ten został zrealizowany dopiero w 1835 roku, kiedy to odnowiony przez Eleonorę Mielżyńską budynek kościelny został rozebrany.
Do tego czasu, od momentu wzniesienia w 1624 roku i konsekracji w 1629 roku kościoła pw. Najświętszej Maryi Panny Śnieżnej, funkcjonowały w Pawłowicach dwa kościoły.
Budynek kościoła wybudowany w 1597, po licznych przebudowach, do dziś spełnia swoją rolę i służy jako kościół parafialny pw. Najświętszej Marii Panny Śnieżnej. Parafia liczy 2420 wiernych mieszkających w Pawłowicach, Kociugach i Robczysku, należy do archidiecezji poznańskiej, dekanat rydzyński.
Nieopodal kościoła mieści się cmentarz, m.in. z grobowcem Maksymiliana Mielżyńskiego oraz cmentarna kapliczka pod wezwaniem Przemienienia Pańskiego z XIX wieku.
Miejscem modlitw i spotkań wspólnot religijnych są także przydrożne kapliczki i figury świętych. W Pawłowicach znajdują się:
- figura świętego Józefa z Dzieciątkiem pochodząca z 1743 roku
- płaskorzeźba Matki Boskiej Częstochowskiej z XVIII wieku
- około 150-letnia figura Najświętszego Serca Pana Jezusa
- kapliczka z rzeźbą Chrystusa Frasobliwego z 1872 roku
- kapliczka z figurką Matki Boskiej z 1913 roku
- przedwojenna figura świętej Teresy
- kapliczką z figurą Maryi Niepokalanie Poczętej z datą 7.7.1946
- krzyż z figurką Matki Boskiej z lat 50. XX wieku
- figura świętego Antoniego z 1995 roku (pod figurą wmurowano ocalałą część dawnej, ponadstuletniej figury)
- grota w murze kościelnym z figurą Matki Boskiej Królowej Różańca Świętego powstała w 2000 roku
- figura błogosławionej Sancji Szymkowiak poświęcona 6 sierpnia 2007 roku
- figura świętego Mateusza

## Sport

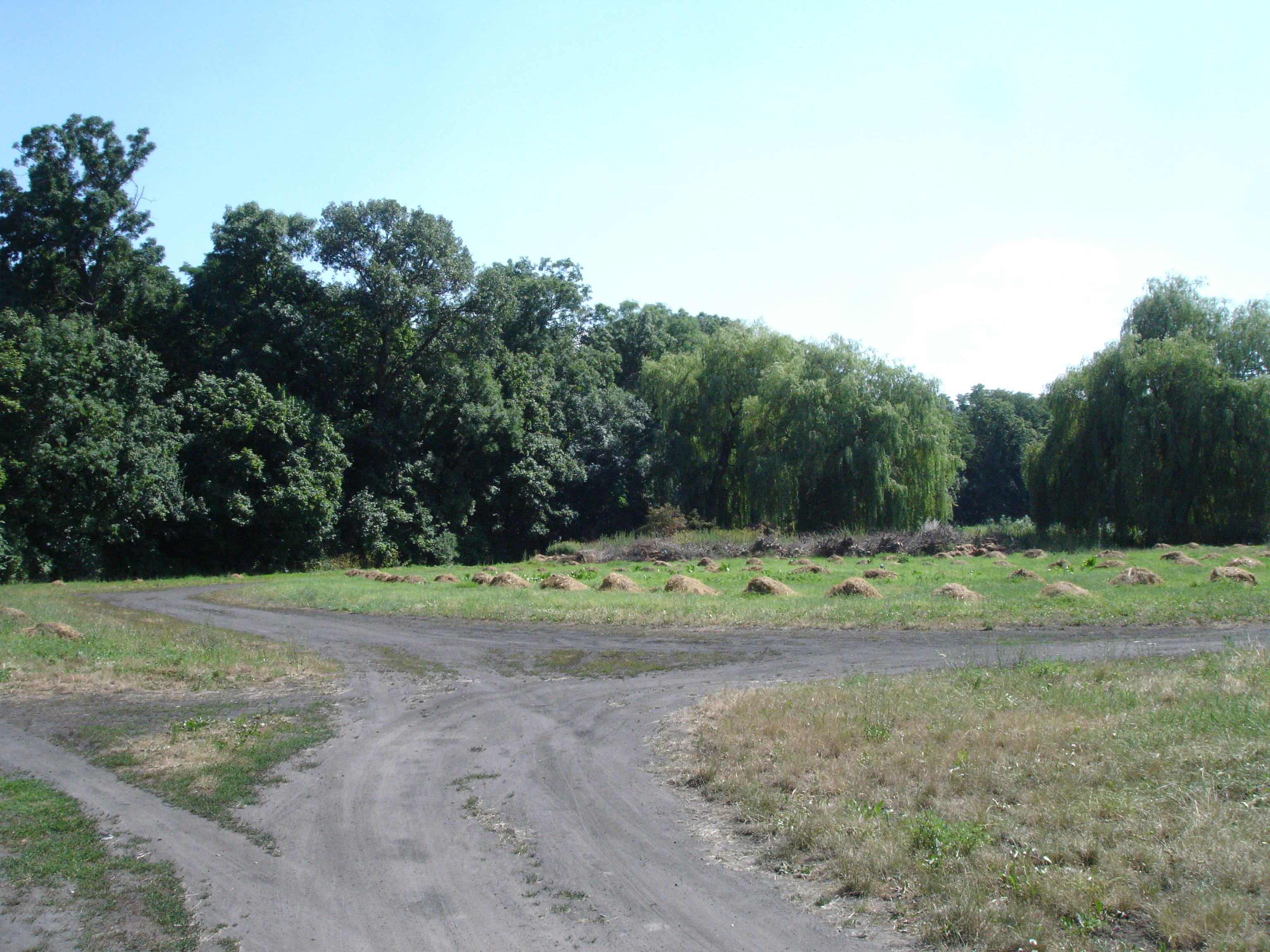
Minitor żużlowy

W pawłowickim parku znajduje się, mierzący 200 metrów, minitor żużlowy. Powstał z inicjatywy Stanisława Śmigielskiego na miejscu wysipiska śmieci. Pod okiem twórcy pawłowickiej szkółki żużlowej sportową karierę rozpoczął wicemistrz świata w jeździe na żużlu Jarosław Hampel, medaliści Indywidualnych mistrzostw świata juniorów na żużlu: Rafał Dobrucki, Jarosław Hampel, Paweł Hlib, Robert Miśkowiak, Rafał Okoniewski, oraz tacy żużlowcy jak: Ronnie Jamroży, Adam Kajoch, Krystian Klecha, Łukasz Loman, Michał Łopaczewski, Maciej Piaszczyński czy Piotr Świderski. Przez szereg lat, prócz treningów, na torze odbywały się turnieje żużlowe.
Od 1949 roku w Pawłowicach działa Ludowy Zespół Sportowy, który po pewnym czasie przyjął nazwę „Zootechnik”. W latach 80. XX wieku sekcja piłkarska klubu występowała w czwartej lidze. W 2008 roku doszło do połączenia klubu z Pawłowic z Kłosem Garzyn oraz Piastem Belęcin, w wyniku którego powstał klub GKS Krzemieniewo. Sekcja juniorów starszych tego klubu, jako Zootechnik Pawłowice, rozgrywa swoje mecze na stadionie w Pawłowicach.
Cyklicznie odbywają się: turniej piłkarski oraz bieg terenowy. Obie imprezy organizuje Uczniowski Klub Sportowy „Orlik” Pawłowice.
Przy szkole w Pawłowicach znajduje się hala sportowa, 80-metrowa poliuretanowa bieżnia oraz boisko ze sztuczną nawierzchnią, przy ul. Wielkopolskiej zaś można korzystać z boiska plażowego.

## Transport i komunikacja
Dojazd do Pawłowic zapewniony jest dzięki Kolejom Wielkopolskim oraz PKS Leszno Sp. z o.o.
Transport kolejowy przechodzący przez wieś odbywa się na trasie Leszno – Ostrów Wlkp., która jest częścią linii kolejowej nr 14, łączącej stację Łódź Kaliska ze stacją Forst-Baršć.
Pawłowice leżą na drodze przejazdu autobusów kursujących na linii Leszno – Gostyń. We wsi znajdują się trzy przystanki autobusowe.
W niewielkiej odległości od wsi przebiega droga krajowa nr 12, do której dojechać można ulicą Wielkopolską.

## Ludzie związani z Pawłowicami
- Bolesław Erzepki – urodzony w Pawłowicach historyk kultury;
- Włodzimierz Kolanowski – polski lotnik, uciekinier ze Stalag Luft III, uczestnik tzw. „Wielkiej ucieczki”;
- Szymon Molenda – polski poeta mieszkający w Pawłowicach[34].
- Jerzy Ozdowski – urodzony w Pawłowicach, polski ekonomista, polityk, wicemarszałek Sejmu PRL (ur. 1925)